# Bryum funckiioides
Bryum funckiioides är en bladmossart som beskrevs av J. Fröhlich 1955. Bryum funckiioides ingår i släktet bryummossor, och familjen Bryaceae. Inga underarter finns listade i Catalogue of Life.